# Robert Holtzmann
Robert Holtzmann (* 17. Oktober 1873 in Heidelberg; † 27. Juni 1946 in Halle) war ein deutscher Historiker für Mittelalterliche Geschichte.
Robert Holtzmann war der Sohn des Universitätsprofessors Heinrich Holtzmann; die Frauenrechtlerin und Politikerin Adelheid Steinmann und der Hygieniker Friedrich Holtzmann waren seine Geschwister. Er besuchte das humanistische Gymnasium in Straßburg. Nach der Reifeprüfung im Jahr 1892 absolvierte er den Militärdienst als Freiwilliger in einem Infanterieregiment. Anschließend studierte er Geschichte an den Universitäten Straßburg und Berlin. Seine akademischen Lehrer waren Harry Bresslau und Paul Scheffer-Boichorst. 1897 wurde Holtzmann mit dem Thema Wilhelm von Nogaret, Rat und Großsiegelbewahrer Philipps des Schönen von Frankreich promoviert. Im selben Jahr wurde er Mitarbeiter am Institut Monumenta Germaniae Historica. 1902 habilitierte er sich für Mittlere und Neuere Geschichte an der Universität Straßburg mit der Arbeit Kaiser Maximilian II. bis zu seiner Thronbesteigung 1527–1564. Der Ruf an die Universität Gießen erfolgte im Jahr 1913. Dort trat er die Nachfolge von Johannes Haller an. Im Ersten Weltkrieg kämpfte er in den Jahren 1914 bis 1916 an der Westfront, wo er vor Verdun 1916 schwer verwundet wurde. Er wurde ausgezeichnet mit dem Eisernen Kreuz I. Klasse und dem Ritterkreuz II. Klasse des Ordens vom Zähringer Löwen.
Nach seiner Genesung folgten Professuren in Breslau (1916), in Halle (1923) und schließlich 1930 in Berlin. Dort wurde er 1939 emeritiert. Holtzmann war Erster Vorsitzender der Historischen Kommission für Schlesien. Von 1928 bis 1930 war er Vorsitzender des deutschen Historikerverbandes. Im Jahr 1943 wurde Holtzmann die Goethe-Medaille für Kunst und Wissenschaft und im Sommer 1944 die Ehrendoktorwürde der Theologischen Fakultät der Universität Halle-Wittenberg verliehen.
Seine Forschungsschwerpunkte waren vor allem die Beziehungen des deutschen mittelalterlichen Reiches zu seinen Nachbarn, die deutsch-französischen Beziehungen am Ausgang des Mittelalters, die Ostkolonisation und die Quellen der sächsischen Kaiserzeit. 1930 gab Holtzmann Gebhardts Handbuch der deutschen Geschichte neu heraus. Von ihm stammt die Neuausgabe des Thietmar von Merseburg (1935). Seit 1938 edierte er Wattenbachs Deutschlands Geschichtsquellen im Mittelalter. Bekannt ist er vor allem durch sein Werk Geschichte der sächsischen Kaiserzeit 900–1024 (1941), das noch lange nach dem Krieg als Standardwerk galt.

## Schriften (Auswahl)
Monografien
- Geschichte der sächsischen Kaiserzeit (900–1024). 6. Auflage, München 1979, ISBN 3-7667-0478-8.
- Französische Verfassungsgeschichte von der Mitte des neunten Jahrhunderts bis zur Revolution. Unveränderter Nachdruck der 1. Auflage, München 1965.
- Aufsätze zur deutschen Geschichte im Mittelelberaum. Darmstadt 1962.
- Kaiser Otto der Große. Berlin 1936.
- Wilhelm von Nogaret. Rat und Großsiegelbewahrer Philipps des Schönen von Frankreich. Freiburg i.Br. u. a. 1898.

Herausgeberschaften und Editionen
- Thietmar von Merseburg: Chronik. Nachdruck der Ausgabe von 1957, Berlin 1962.
- Wilhelm Wattenbach: Deutschlands Geschichtsquellen im Mittelalter. Berlin 1943.